# Fonction d'état de configuration
En chimie quantique, une fonction d'état de configuration (en anglais : configuration state function, CSF), est une combinaison linéaire de déterminants de Slater symétriquement adaptés. C'est un état propre du carré de l'opérateur moment angulaire {\displaystyle {\hat {L}}^{2}} et du carré de l'opérateur spin {\displaystyle {\hat {S}}^{2}}. Une fonction d'état de configuration ne doit pas être confondue avec une configuration.

## Référence
- (en) Cet article est partiellement ou en totalité issu de l’article de Wikipédia en anglais intitulé « Configuration state function » (voir la liste des auteurs).